# Saison 2014-2015 de l'Atlético de Madrid
Chronologie
Saison suivante
La saison 2014-2015 de l'Atlético Madrid est la 84e saison du club.